# Біч-Сіті (Огайо)
Біч-Сіті (англ. Beach City) — селище (англ. village) в США, в окрузі Старк штату Огайо. Населення — 940 осіб (2020).

## Географія
Біч-Сіті розташований за координатами 40°39′11″ пн. ш. 81°34′47″ зх. д. / 40.65306° пн. ш. 81.57972° зх. д. (40.653132, -81.579732).  За даними Бюро перепису населення США в 2010 році селище мало площу 1,19 км², уся площа — суходіл.

## Демографія
Згідно з переписом 2010 року, у селищі мешкали 1033 особи в 419 домогосподарствах у складі 284 родин. Густота населення становила 872 особи/км².  Було 457 помешкань (386/км²).
Расовий склад населення:
| - 97,6 % — білих - 0,4 % — чорних або афроамериканців - 0,2 % — корінних американців |

До двох чи більше рас належало 1,6 %. Частка іспаномовних становила 0,8 % від усіх жителів.
За віковим діапазоном населення розподілялося таким чином: 23,8 % — особи молодші 18 років, 60,0 % — особи у віці 18—64 років, 16,2 % — особи у віці 65 років та старші. Медіана віку мешканця становила 39,5 року. На 100 осіб жіночої статі у селищі припадало 92,0 чоловіків;  на 100 жінок у віці від 18 років та старших — 91,5 чоловіків також старших 18 років.
Середній дохід на одне домашнє господарство  становив 43 516 доларів США (медіана — 37 462), а середній дохід на одну сім'ю — 48 393 долари (медіана — 43 833). Медіана доходів становила 32 037 доларів для чоловіків та 25 500 доларів для жінок. За межею бідності перебувало 17,5 % осіб, у тому числі 33,7 % дітей у віці до 18 років та 5,4 % осіб у віці 65 років та старших.
Цивільне працевлаштоване населення становило 390 осіб. Основні галузі зайнятості: виробництво — 30,8 %, освіта, охорона здоров'я та соціальна допомога — 16,7 %, роздрібна торгівля — 14,1 %.